# Hege Araldsen
Hege Araldsen, född 28 april 1959, är en norsk diplomat.
Araldsen har en cand. scient.-examen och har arbetat i Utenriksdepartementet sedan 1997. Hon var underdirektör där 2005–2008 och avdelningsdirektör 2008–2012. Hon tjänstgjorde som Norges ambassadör i Chile 2012–2016 och är sedan 2016 senior rådgivare i Utenriksdepartementet.